# Шептицкий (город)
Шептицкий (укр. Шептицький), до 2024 года Червоноград (укр. Червоноград), до 1951 года Кристинополь (укр. Христинопіль, пол. Krystynopol) — город во Львовской области Украины. Административный центр Шептицкого района и Червоноградской городской общины.
Центр Львовско-Волынского каменноугольного бассейна и Червоноградской агломерации.

## География
Шептицкий расположен на Полесской равнине, в Надбужанской котловине, в месте впадения в Западный Буг его притоков — Солокии и Раты, в северной части Львовской области. Город находится в Западноукраинской лесостепной зоне (Малое Полесье).
Шептицкий имеет удобное географическое расположение и хорошо развитую транспортную сеть (автотрасса Львов — Ковель — Брест, шоссе Белз — Шептицкий и Радехов — Шептицкий, железные дороги Львов — Ковель и Шептицкий — Рава-Русская), граничит с Польшей. Современный Шептицкий разделён поймой Западного Буга на старый город (в прошлом — Кристинополь) и новый город (построенный в связи с развитием угольного бассейна), которые соединяются дамбой. Расстояние до Львова — 73 км, до Сокаля — 9 км.

### Климат
Шептицкий расположен во влажной, умеренно-тёплой агроклиматической зоне с достаточным увлажнением почвы. Климат умеренно континентальный с чертами атлантико-континентального типа, характеризуется мягкостью и высокой влажностью.
Среднегодовая температура воздуха составляет +6,8 °C. Средняя температура в январе составляет −4,2 — 4,4 °C, в июле +18,0 — +18,4 °C. Длительность периода с температурой выше +10 °C составляет в среднем 155—160 дней в году. Среднегодовая норма осадков составляет 560—640 мм в год. В среднем за год в городе наблюдается 170 дней с осадками. Большая часть осадков (65 %) выпадает летом. Преобладают снеговое и дождевое питание, доля подземных вод незначительна (до 10 %). Среди неблагоприятных климатических явлений — туманы, гололёд, ливневые дожди с градом, сильные ветры, весенние заморозки.
На территории города господствуют преимущественно юго-западные ветры. Наибольшая скорость ветра — в ноябре-марте, наименьшая — в августе.

### Полезные ископаемые
Шептицкий горнопромышленный район расположен на севере Львовской области в пределах южной части Волынской возвышенности, на юге в пределах котловины рек Западный Буг и Стырь. Граница между ними проходит по долине реки Солокия. Основные природные ресурсы региона: Забугское и Межиричанское (разработанные) и Тягловское и Люблинское (разведанные) месторождения каменного угля. По сравнению с Донбассом, общие показатели качества угля ниже, он характеризуется меньшей теплотворностью и более высокой зольностью. Значительную часть угля используют Добротворская ТЭС и Бурштынская ТЭС.
Относительное однообразие осадочных пород, выходящих на поверхность, обусловило наличие только некоторых видов строительных материалов, к которым относятся карбонатные породы (мел и мергель), строительные и бетонные пески, кирпичные суглинки и глина, природные каменные строительные материалы и керамзитовое сырьё. Мергель как цементное сырьё залегает в достаточно больших количествах, но сейчас не разрабатывается. Основным сырьём кирпичного производства являются четвертичные лёссовидные суглинки, которые образуют сплошной покров на размытой поверхности мела. Распространены торфяные отложения в заболоченных долинах реки Западный Буг и её притоков.

## История
Территория на берегах Западного Буга, Солокии и Раты была заселена давно.
Город Кристинополь был основан в 1692 году польским магнатом Феликсом-Казимиром Потоцким (воеводой Краковским и коронным гетманом Польши), который назвал новооснованный город в честь своей жены Кристины (в девичестве — Любомирской, 1661—1699). Его внук Франц Салезий Потоцкий построил дворец и основал (1763) монастырь василиан. В Кристинополе сохранялся «Кристинопольский Апостол».

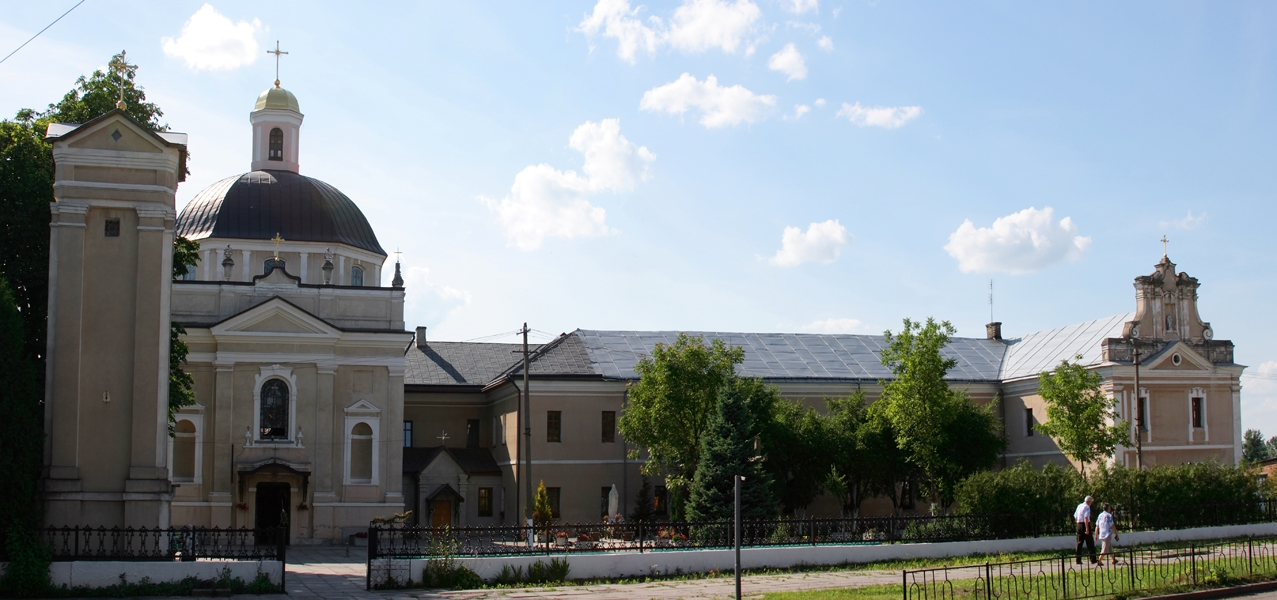
Церковь Святого Юра и монастырь василиан

Вокруг дворца Потоцких начался рост города, сооружались частные дома, которые в те времена строили из дерева. Владелец города Салезий Потоцкий держал собственное войско, которое состояло из пехоты, кавалерии и артиллерии. Рядом с дворцом Потоцких располагались костёл Святого Духа и монастырь бернардинов, близкие к архитектуре дворцового комплекса. На его средства была построена также униатская церковь Святого Юра и монастырь василиан.
После первого раздела Речи Посполитой в 1772 году Кристинополь отошёл к Австрии. Потоцкие вскоре оставили город, и он перешёл во владение австрийского правительства. В 1878 году было построено шоссе Жолква-Кристинополь, а в 1884 — железная дорога Рава-Русская-Кристинополь-Сокаль.
После распада Австро-Венгрии Кристинополь вошёл в состав Львовского воеводства Польши.
В сентябре 1939 года город оккупировали немецкие войска и Кристинополь был включён в состав «генерал-губернаторства», 18 июля 1944 года он был освобождён советскими войсками и возвращён Польше.
15 февраля 1951 года, согласно договору об обмене территориями между СССР и ПНР город был передан СССР. Взамен Польша получила 3 июня 1951 года Устшики-Дольне и территории в Бещадах (Устрицкий район Дрогобычской области). Причиной обмена территориями стало наличие месторождений каменного угля в районе Кристинополя, которые были обменяны на нефтегазоносные территории Устрицкого района.
Основой, на которой начал развиваться новый Червоноград, стала добыча каменного угля. Город строился на территории Кристинополя, а также сёл Новый Двор и Клюсов. На строительство угольных шахт и города привлекались рабочие и служащие из разных регионов Украины и СССР, шахтёры из Донбасса и Подмосковного угольного бассейна. Для строительства предприятий и жилья были введены кирпичный завод, заводы железобетонных изделий и крупнопанельных блоков, металлоконструкций, деревообрабатывающий комбинат. В новом городе были построены широкие ровные улицы, разбито много скверов и зелёных насаждений. Первая шахта в районе Червонограда — Великомостовская № 2 была сдана в эксплуатацию 25 декабря 1957 года, через год — Великомостовская № 1, ещё через год — Великомостовская № 3. В 1960—1970-х годах продолжался ввод в строй новых шахт.

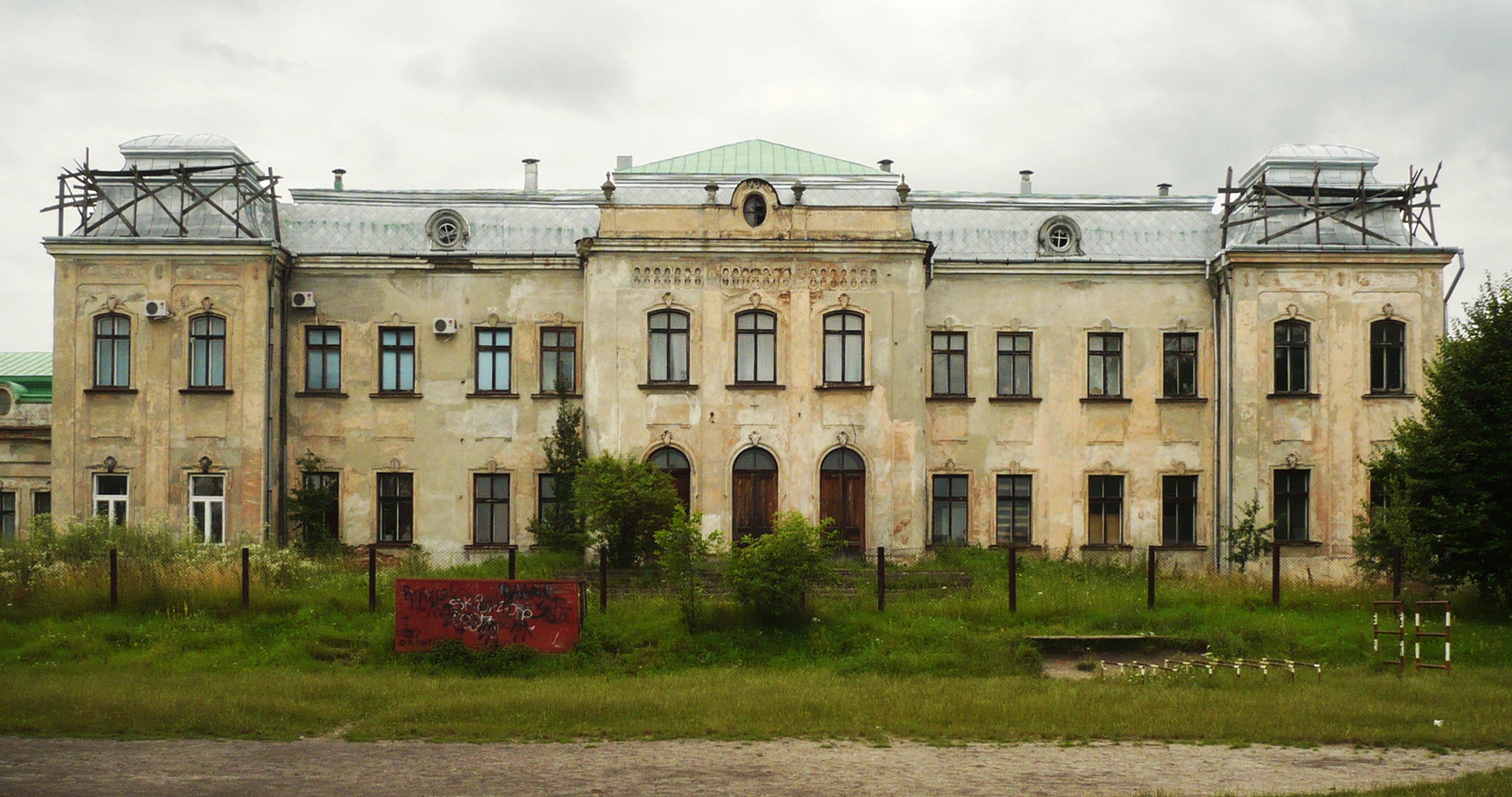
Бывший дворец Потоцких, с 1989 года — музей религии (реставрируется после пожара)

12 июня 1962 года началось издание городской газеты «Шахтар Червонограда» («Шахтёр Червонограда»), с 1 сентября 1990 г. выходит под заглавием «Новини Прибужжя» («Новости Прибужья»).
В 1977 году численность населения города составляла 53 тыс. человек, основой экономики являлась добыча угля, также здесь действовали завод железобетонных изделий, молочный завод, деревообрабатывающий комбинат, швейная фабрика, чулочная фабрика, филиал Львовского политехнического института и горный техникум. В 1979 году здесь была введена в строй обогатительная фабрика.
В 1985 году численность населения составляла 67 тыс. человек, здесь действовали 12 угольных шахт, ремонтно-механический завод, завод металлоконструкций, завод железобетонных изделий, деревообрабатывающий комбинат, швейная фабрика, производственное чулочное объединение, молочный завод, хлебозавод, комбинат бытового обслуживания, общетехнический факультет Львовского политехнического института, горный техникум, три ПТУ, 14 общеобразовательных школ, музыкальная школа, больница, Дворец культуры, Дворец спорта, два кинотеатра, 19 библиотек, а также музей истории религии и атеизма.
В январе 1989 года численность населения составляла 72 047 человек, основой экономики города в это время являлись добыча каменного угля, деревообрабатывающий комбинат, филиал Львовского ПО «Кинескоп», а также предприятия лёгкой и пищевой промышленности.
Весной 1990 года Червоноград стал первым городом в СССР, где демонтировали памятник В. И. Ленину.
В мае 1995 года Кабинет министров Украины утвердил решение о приватизации находившихся в городе завода „Смена“, завода железобетонных изделий, АТП-14628, АТП-14664, молокозавода, завода металлоконструкций, строительно-монтажной организации, двух автобаз, а также городского управления коммунальных теплосетей, в июле 1995 года было утверждено решение о приватизации предприятий «Калина», «Веста» и городского хлебозавода.
16 июня 2007 года по иску государственной налоговой инспекции было возбуждено дело о банкротстве Червоноградского ремонтно-механического завода.
24 июня 2021 года Червоноград получил свой брендинг — логотип и слоган. Их утвердили на сессии депутаты городского совета накануне празднования Дня города. Слоганом города стала фраза «Город сильных!». Его предложила компания Sasquatch Digital и уроженец Червонограда Роман Геращенко. «Согласно обоснованию, что объясняет слоган, Червоноград — город с древней величественной историей и ярким настоящим. Столица знатных и сильных правителей рода Потоцких; здесь бывали и жили сильные исторические фигуры: Андрей Шептицкий, Иван Франко, Бобинский, это индустриальное сердце Львовщины и столица угледобывающей области западной Украины с сильной промышленностью, край сильных телом и волей шахтёров, город с богатой культурой, сильными традициями и обычаями», — объясняют в Червоноградском горсовете.

### Переименование города
Идея переименовать Червоноград время от времени появлялась в публичном пространстве с момента обретения Украиной независимости. Особенно остро вопрос встал после начала полномасштабного вторжения России. Летом[когда?] Национальная комиссия по стандартам государственного языка рекомендовала переименовать город Червоноград и ряд населенных пунктов. В июле 2023 года вступил в силу закон «Об осуждении и запрете пропаганды российской имперской политики в Украине и деколонизации топонимии», по которому местные советы населенных пунктов, названия которых связаны с «российским колониализмом», должны были за полгода определиться с новыми названиями и прислать свои предложения Верховной Раде до 27 января 2024 года. Если инициативы от местных властей нет, решение переходит сначала в областную, а затем в Верховную Раду.
В Червонограде проводились публичные общественные слушания и электронное голосование, горожане высказывались за сохранение названия «Червоноград», которое было включено в варианты голосования. В электронном опросе этот вариант набрал около 46 процентов голосов. Предложения Кристинополь и Христинополь были вынесены отдельно, за эти варианты суммарно отдали голос 41 процент участников голосования. Кроме вариантов «Червоноград», «Христинополь» и «Кристинополь», а также позиций «Против переименования» и «Переименования не ко времени», жители Червонограда могли проголосовать за десяток других вариантов. Среди них — «Шептицкий» — в честь митрополита Украинской грекокатолической церкви Андрея Шептицкого. На электронном голосовании этот вариант занял третье место с результатом 3,5 процента.
20 марта 2024 года Верховная Рада Украины поддержала переименование Червоноград в город Шептицкий. 19 сентября 2024 года Верховная рада Украины проголосовала за переименование города Червоноград в Шептицкий.

## Население
| Год  | Численность | Численность |
| ---- | ----------- | ----------- |
| 1890 | 3565        |             |
| 1900 | 3522        |             |
| 1921 | 2809        | [ 21 ]      |
| 1939 | 1800        | [ 21 ]      |
| 1959 | 12 241      | [ 21 ]      |
| 1970 | 44 008      |             |
| 1977 | 53 000      | [ 22 ]      |
| 1979 | 54 921      |             |
| 1989 | 72 047      |             |
| 1992 | 75 200      | [ 21 ]      |
| 1998 | 75 300      | [ 21 ]      |
| 2001 | 70 568      | [ 21 ]      |
| 2003 | 70 056      | [ 21 ]      |
| 2004 | 69 751      | [ 21 ]      |
| 2005 | 69 436      | [ 21 ]      |
| 2009 | 68 508      | [ 21 ]      |
| 2011 | 68 308      | [ 21 ]      |
| 2013 | 68 006      | [ 23 ]      |
| 2014 | 67 993      | [ 21 ]      |
| 2016 | 67 492      | [ 21 ]      |
| 2018 | 66 886      | [ 21 ]      |
| 2020 | 65 871      | [ 24 ]      |
| 2021 | 65 180      | [ 25 ]      |
| 2022 | 64 297      | [ 26 ]      |

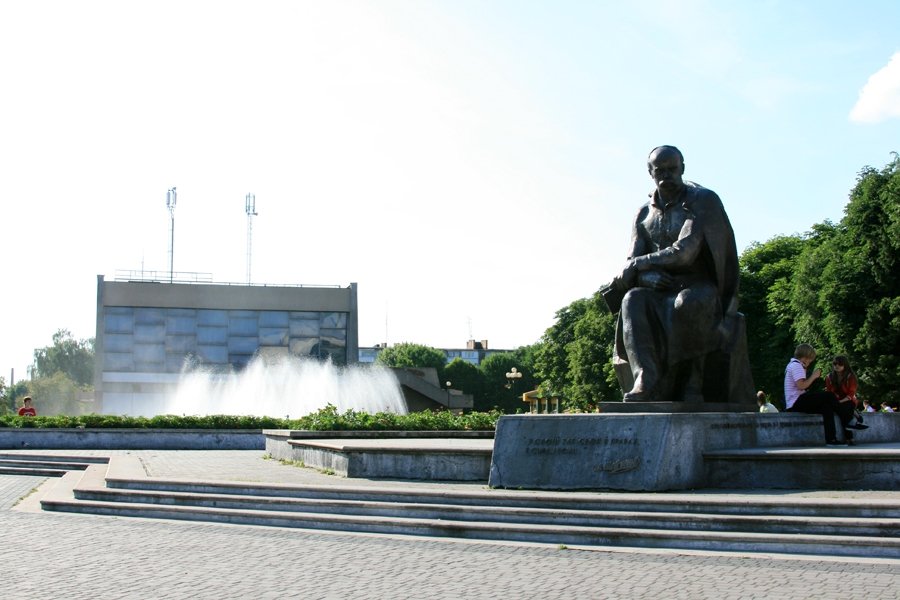
Центральная площадь Шептицкого с бывшим кинотеатром «Победа» и памятником Т. Г. Шевченко

По состоянию на 1890 год в городе проживало 3565 лиц, из них 2722 еврея, 556 поляков и 287 русинов. В 1939 году город покинуло еврейское население, в 1946, при передаче города Польше — украинское,
После подписания 15 февраля 1951 года соглашения об обмене территориями между СССР и ПНР город вошёл в состав СССР, а значительная часть проживавших здесь поляков переехала в Польшу.

Памятник Грушевскому

В 1959 году в городе проживало 12,0 тысяч человек, в 1970 — 43,9 тысяч, 1980 — 54,9 тысяч, 1981 — 58,0 тысяч; 1991 — 74,0 тысяч. В годы независимости Украины население города начало уменьшаться — в 2001 — 70,5 тысяч, 2005 — 69,4 тысяч, 2010 — 68,3 тысяч. Это связано с общим демографическим кризисом в стране и остановкой в развитии Львовско-Волынского угольного бассейна.
По данным переписи 2001 года, украинцы составляли 92,31 % населения города, русские — 6,44 %.

### Языковой состав
Родной язык населения по данным переписи 2001 года:
| Язык       | Численность, чел. | Доля     |
| ---------- | ----------------- | -------- |
| Украинский | 65 550            | 93,26 %  |
| Русский    | 4 423             | 6,29 %   |
| Другое     | 314               | 0,45 %   |
| Итого      | 70 287            | 100,00 % |

Украинский язык является основным и единственным официальным языком города.

## Экономика
С 1951 года город стал одним из центров новообразованного Львовско-Волынского каменноугольного бассейна. Несмотря на спад добычи угля, особенно резкий за годы независимости Украины, в Шептицком продолжают работать шахты.
В экономике города преобладает оптовая торговля, розничная торговля и угледобыча. Объём этих отраслей в 2010 году составлял 79 % от совокупного объёма реализации нефинансовых предприятий и обеспечивают 32 % рабочих мест (в 2009 году). Следующими по важности являются перерабатывающая промышленность (10 % от объёма реализации в 2010 году) и строительство (5 %).

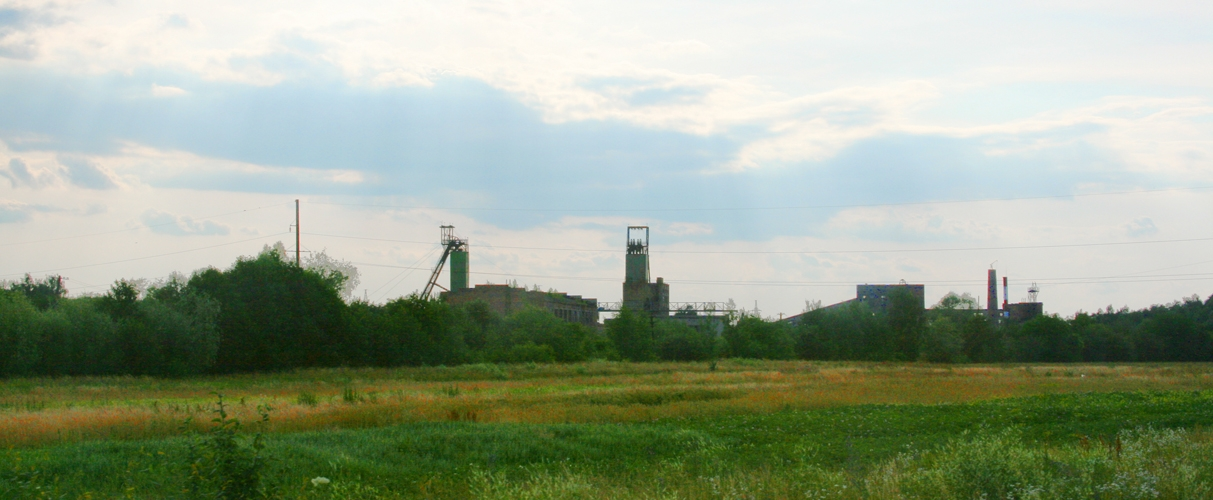
Бывшая шахта Великомостовская № 3, ныне — Межречанская

Крупнейшие предприятия по состоянию на 2010 год, с количеством занятых:
- Шахта «Червоноградская» («Львовуголь», добыча угля) — 1314
- Шахта «Межречанская» («Львовуголь», добыча угля) — 1240
- Шахта «Великомостовская» («Львовуголь», добыча угля) — 996
- СП «Киев-Запад» (розничная и оптовая торговля, выпуск хлеба и хлебобулочных изделий) — 860
- Червоноградская швейная фабрика «Калина» — 766
- Червоноградская чулочно-носочная фабрика «Дюна-Веста» — 730
- КП «Червонограджитлокомунсервис» (коммунальные услуги) — 500
- КП «Червоноградтеплокоммунэнерго» (коммунальные услуги) — 335
- КП «Червоноградводоканал» (коммунальные услуги) — 297
- ОАО «Червоноградский завод металлоконструкций» (изготовление конструкций) — 177
- ООО «Западно-украинская аграрная компания» (производство мяса) — 105
- ОАО «Червоноградский завод железобетонных изделий» — 81
- ОАО «Смена» (изготовление спецтехники) — 74
- ООО «Термобуд» (изготовление строительных металлоконструкций, сэндвич-панелей) — 54.
- ООО «Червоноградский деревообрабатывающий комбинат»

В Шептицком действуют 11 средних школ и гимназия, два профтехучилища, горный техникум, музыкальная и художественная школы, две спортивные школы, филиал Львовского национального университета им. И. Франко, Дворец спорта, два стадиона и мототрек, Народный Дом «Просвита», двадцать библиотек, музей истории религии (отделение львовского музея религии) и Национальный музей (отделение львовского Национального музея).

## Города-побратимы
- Мариямполе, Литва (2021)[33]
- Пысковице, Польша (2019)